# Stichophthalma suffusa
Stichophthalma suffusa är en fjärilsart som beskrevs av John Henry Leech 1892. Stichophthalma suffusa ingår i släktet Stichophthalma och familjen praktfjärilar. Inga underarter finns listade i Catalogue of Life.